# Encryphia frontisignata
Encryphia frontisignata là một loài bướm đêm trong họ Geometridae.